# بوست كفريات
بوست كفريات (بالروسية: Пусть говоря́т) برنامج حواري روسي يُعرض على قناة روسيا الاولى قدمه لأول مره الاعلامي أندري مالاخف (من 23 يوليو 2001 إلى 7 أغسطس 2017) ويقدمه الآن الأعلامي الروسي دميتري باريسف (من 14 أغسطس 2017) يتناول البرناج مواضيع حوارية حول قضايا عائلية ومحلية في الغالب

## فكرة البرنامج
يشابه بوست كفريات برنامج العرض الأمريكي جيري سبرينغر، على الرغم من أنه تم تصميمه في الأصل كنسخة من برنامج أوبرا وينفري الحواري. يناقش المضيف المشاكل الرئيسية للسكان «إجراءات الطلاق، الحرمان من حقوق الوالدين، الشذوذ الاجتماعي والعقلي، الجريمة، إدمان المخدرات، الانتحار، الدعارة» والمشاكل ذات الطبيعة الوطنية (الهجمات الإرهابية، الهجرة، العلاقات بين الأعراق).

## روابط خارجية
- بوست كفريات على موقع IMDb (الإنجليزية)
- بوست كفريات على موقع كينوبويسك (الروسية)

- صفحة البرنامج على IMDb
- صفحة البرنامج على القناة الأولى الروسية 1TV.RU